# Дубравка (река)
Дубравка (укр. Дубравка) — река в Стрыйском районе Львовской области, Украина. Правый приток реки Свича (бассейн Днестра).
Длина реки 10 км, площадь бассейна 20 км². Уклон реки 13 м/км. Река равнинного типа. Долина сравнительно узкая и глубокая, в верховьях покрыта лесом. Русло слабоизвилистое, есть перекаты, дно местами песчаное и с галькой.
Берёт начало в лесном массиве к югу от села Корчёвка. Течёт преимущественно на северо-восток, в низовьях — на север. Впадает в Свичу восточнее села Заречное.